# Tour du Danemark 2002
Le Tour du Danemark 2001 est la 12e édition de cette course cycliste sur route masculine. La compétition a lieu du 14 au 17 août 2001 au Danemark. Tracée entre Ribe et Frederiksberg, l'épreuve est composée d'un total de six étapes en ligne dont un contre-la-montre .
La victoire au général revient au Danois Jakob Piil (CSC-Tiscali), qui s'impose devant le Norvégien Kurt Asle Arvesen (EDS-Fakta) et le Hongrois László Bodrogi (Mapei-Quick Step). Le classement par points est remporté par Arvesen et le classement de la montagne par l'Estonien Innar Mändoja (AG2R Prévoyance). l'Autrichien René Haselbacher (Gerolsteiner) remporte le maillot du meilleur jeune, tandis que l'équipe danoise CSC-Tiscali s'assure la victoire au classement par équipes.

## Présentation

### Equipes
| Groupes sportifs I (11)- Cofidis, le Crédit par Téléphone - CSC-Tiscali - Mapei-Quick Step - Lotto-Adecco - Rabobank - Telekom - Team Coast - AG2R Prévoyance - Phonak Hearing Systems - Gerolsteiner - Bonjour Groupes sportifs II (2)- EDS-Fakta - Landbouwkrediet-Colnago Groupe sportif III- Glud & Marstrand Horsens Équipe nationale- Danemark |
| |

## Étapes
| Étape      | Date    | Villes étapes            | type                        | Distance (km) | Vainqueur d'étape | Leader du classement général |
| ---------- | ------- | ------------------------ | --------------------------- | ------------- | ----------------- | ---------------------------- |
| 1re étape  | 13 août | Ribe – Sønderborg        | étape de plaine             | 180           | Jakob Piil        | Jakob Piil                   |
| 2e étape   | 14 août | Aabenraa – Aarhus        | étape de plaine             | 219           | Stefan van Dijk   | Jakob Piil                   |
| 3e étape   | 15 août | Aarhus – Vejle           | étape vallonnée             | 183           | Kurt Asle Arvesen | Jakob Piil                   |
| 4e a étape | 16 août | Fredericia – Odense      | étape de plaine             | 98            | Elio Aggiano      | Jakob Piil                   |
| 4e b étape | 16 août | Kerteminde – Kerteminde  | contre-la-montre individuel | 16            | László Bodrogi    | Jakob Piil                   |
| 5e étape   | 17 août | Slagelse – Frederiksberg | étape de plaine             | 164           | Olaf Pollack      | Jakob Piil                   |

## Déroulement de la course

### 1reétape
La première étape s'est déroulée le 13 août 2022 de Ribe à Sønderborg, sur une distance de 180 km.
| \| Classement de l'étape \| Classement de l'étape \| Classement de l'étape \| Classement de l'étape \| Classement de l'étape \| \| Coureur \| Coureur \| Pays \| Équipe \| Temps \| \| --------------------- \| --------------------- \| --------------------- \| ----------------------- \| --------------------- \| \| 1er \| Jakob Piil \| Danemark \| CSC-Tiscali \| 3 h 57 min 09 s \| \| 2e \| Steven de Jongh \| Pays-Bas \| Rabobank \| + 1 min 06 s \| \| 3e \| Michel Vanhaecke \| Belgique \| Landbouwkrediet-Colnago \| + 1 min 06 s \| \| 4e \| Andrea Tafi \| Italie \| Mapei-Quick Step \| + 1 min 06 s \| \| 5e \| Kurt Asle Arvesen \| Norvège \| EDS-Fakta \| + 1 min 06 s \| \| 6e \| Daniele Contrini \| Italie \| Gerolsteiner \| + 1 min 06 s \| \| 7e \| Olivier Perraudeau \| France \| Bonjour \| + 1 min 06 s \| \| 8e \| Lars Michaelsen \| Danemark \| Team Coast \| + 1 min 06 s \| \| 9e \| László Bodrogi \| Hongrie \| Mapei-Quick Step \| + 1 min 06 s \| \| 10e \| Allan Johansen \| Danemark \| EDS-Fakta \| + 1 min 06 s \| |                    |          |                         |                 |
| |                    |          |                         |                 |
| |                    |          |                         |                 |
| Classement de l'étape |                    |          |                         |                 |
| Coureur | Coureur            | Pays     | Équipe                  | Temps           |
| 1er | Jakob Piil         | Danemark | CSC-Tiscali             | 3 h 57 min 09 s |
| 2e | Steven de Jongh    | Pays-Bas | Rabobank                | + 1 min 06 s    |
| 3e | Michel Vanhaecke   | Belgique | Landbouwkrediet-Colnago | + 1 min 06 s    |
| 4e | Andrea Tafi        | Italie   | Mapei-Quick Step        | + 1 min 06 s    |
| 5e | Kurt Asle Arvesen  | Norvège  | EDS-Fakta               | + 1 min 06 s    |
| 6e | Daniele Contrini   | Italie   | Gerolsteiner            | + 1 min 06 s    |
| 7e | Olivier Perraudeau | France   | Bonjour                 | + 1 min 06 s    |
| 8e | Lars Michaelsen    | Danemark | Team Coast              | + 1 min 06 s    |
| 9e | László Bodrogi     | Hongrie  | Mapei-Quick Step        | + 1 min 06 s    |
| 10e | Allan Johansen     | Danemark | EDS-Fakta               | + 1 min 06 s    |

| \| Classement général \| Classement général \| Classement général \| Classement général \| Classement général \| \| Coureur \| Coureur \| Pays \| Équipe \| Temps \| \| ------------------ \| ------------------ \| ------------------ \| ----------------------- \| ------------------ \| \| 1er \| Jakob Piil \| Danemark \| CSC-Tiscali \| 3 h 56 min 59 s \| \| 2e \| Steven de Jongh \| Pays-Bas \| Rabobank \| + 1 min 10 s \| \| 3e \| Michel Vanhaecke \| Belgique \| Landbouwkrediet-Colnago \| + 1 min 12 s \| \| 4e \| Andrea Tafi \| Italie \| Mapei-Quick Step \| + 1 min 13 s \| \| 5e \| Tristan Hoffman \| Pays-Bas \| CSC-Tiscali \| + 1 min 14 s \| \| 6e \| Aliaksandr Usau \| Biélorussie \| Phonak Hearing Systems \| + 1 min 14 s \| \| 7e \| Allan Johansen \| Danemark \| EDS-Fakta \| + 1 min 15 s \| \| 8e \| Julian Dean \| Nouvelle-Zélande \| CSC-Tiscali \| + 1 min 15 s \| \| 9e \| Kurt Asle Arvesen \| Norvège \| EDS-Fakta \| + 1 min 16 s \| \| 10e \| Daniele Contrini \| Italie \| Gerolsteiner \| + 1 min 16 s \| |                   |                  |                         |                 |
| |                   |                  |                         |                 |
| |                   |                  |                         |                 |
| Classement général |                   |                  |                         |                 |
| Coureur | Coureur           | Pays             | Équipe                  | Temps           |
| 1er | Jakob Piil        | Danemark         | CSC-Tiscali             | 3 h 56 min 59 s |
| 2e | Steven de Jongh   | Pays-Bas         | Rabobank                | + 1 min 10 s    |
| 3e | Michel Vanhaecke  | Belgique         | Landbouwkrediet-Colnago | + 1 min 12 s    |
| 4e | Andrea Tafi       | Italie           | Mapei-Quick Step        | + 1 min 13 s    |
| 5e | Tristan Hoffman   | Pays-Bas         | CSC-Tiscali             | + 1 min 14 s    |
| 6e | Aliaksandr Usau   | Biélorussie      | Phonak Hearing Systems  | + 1 min 14 s    |
| 7e | Allan Johansen    | Danemark         | EDS-Fakta               | + 1 min 15 s    |
| 8e | Julian Dean       | Nouvelle-Zélande | CSC-Tiscali             | + 1 min 15 s    |
| 9e | Kurt Asle Arvesen | Norvège          | EDS-Fakta               | + 1 min 16 s    |
| 10e | Daniele Contrini  | Italie           | Gerolsteiner            | + 1 min 16 s    |

### 2eétape
La deuxième étape s'est déroulée le 14 août 2022 de Aabenraa à Aarhus, sur une distance de 219 km.
| \| Classement de l'étape \| Classement de l'étape \| Classement de l'étape \| Classement de l'étape \| Classement de l'étape \| \| Coureur \| Coureur \| Pays \| Équipe \| Temps \| \| --------------------- \| --------------------- \| --------------------- \| ------------------------------- \| --------------------- \| \| 1er \| Stefan van Dijk \| Pays-Bas \| Lotto-Adecco \| 5 h 23 min 15 s \| \| 2e \| Jaan Kirsipuu \| Estonie \| AG2R Prévoyance \| + 0 s \| \| 3e \| Danilo Hondo \| Allemagne \| Telekom \| + 0 s \| \| 4e \| Olaf Pollack \| Allemagne \| Gerolsteiner \| + 0 s \| \| 5e \| Janek Tombak \| Estonie \| Cofidis-Le Crédit par Téléphone \| + 0 s \| \| 6e \| Gorik Gardeyn \| Belgique \| Lotto-Adecco \| + 0 s \| \| 7e \| Kurt Asle Arvesen \| Norvège \| EDS-Fakta \| + 0 s \| \| 8e \| Jacob Moe Rasmussen \| Danemark \| EDS-Fakta \| + 0 s \| \| 9e \| Sven Teutenberg \| Allemagne \| Phonak Hearing Systems \| + 0 s \| \| 10e \| Steven de Jongh \| Pays-Bas \| Rabobank \| + 0 s \| |                     |           |                                 |                 |
| |                     |           |                                 |                 |
| |                     |           |                                 |                 |
| Classement de l'étape |                     |           |                                 |                 |
| Coureur | Coureur             | Pays      | Équipe                          | Temps           |
| 1er | Stefan van Dijk     | Pays-Bas  | Lotto-Adecco                    | 5 h 23 min 15 s |
| 2e | Jaan Kirsipuu       | Estonie   | AG2R Prévoyance                 | + 0 s           |
| 3e | Danilo Hondo        | Allemagne | Telekom                         | + 0 s           |
| 4e | Olaf Pollack        | Allemagne | Gerolsteiner                    | + 0 s           |
| 5e | Janek Tombak        | Estonie   | Cofidis-Le Crédit par Téléphone | + 0 s           |
| 6e | Gorik Gardeyn       | Belgique  | Lotto-Adecco                    | + 0 s           |
| 7e | Kurt Asle Arvesen   | Norvège   | EDS-Fakta                       | + 0 s           |
| 8e | Jacob Moe Rasmussen | Danemark  | EDS-Fakta                       | + 0 s           |
| 9e | Sven Teutenberg     | Allemagne | Phonak Hearing Systems          | + 0 s           |
| 10e | Steven de Jongh     | Pays-Bas  | Rabobank                        | + 0 s           |

| \| Classement général \| Classement général \| Classement général \| Classement général \| Classement général \| \| Coureur \| Coureur \| Pays \| Équipe \| Temps \| \| ------------------ \| ------------------ \| ------------------ \| ----------------------- \| ------------------ \| \| 1er \| Jakob Piil \| Danemark \| CSC-Tiscali \| 9 h 20 min 14 s \| \| 2e \| Stefan van Dijk \| Pays-Bas \| Lotto-Adecco \| + 1 min 06 s \| \| 3e \| Steven de Jongh \| Pays-Bas \| Rabobank \| + 1 min 10 s \| \| 4e \| Jaan Kirsipuu \| Estonie \| AG2R Prévoyance \| + 1 min 10 s \| \| 5e \| Michel Vanhaecke \| Belgique \| Landbouwkrediet-Colnago \| + 1 min 12 s \| \| 6e \| Danilo Hondo \| Allemagne \| Telekom \| + 1 min 12 s \| \| 7e \| Andrea Tafi \| Italie \| Mapei-Quick Step \| + 1 min 13 s \| \| 8e \| Aliaksandr Usau \| Biélorussie \| Phonak Hearing Systems \| + 1 min 14 s \| \| 9e \| Tristan Hoffman \| Pays-Bas \| CSC-Tiscali \| + 1 min 14 s \| \| 10e \| Julian Dean \| Nouvelle-Zélande \| CSC-Tiscali \| + 1 min 15 s \| |                  |                  |                         |                 |
| |                  |                  |                         |                 |
| |                  |                  |                         |                 |
| Classement général |                  |                  |                         |                 |
| Coureur | Coureur          | Pays             | Équipe                  | Temps           |
| 1er | Jakob Piil       | Danemark         | CSC-Tiscali             | 9 h 20 min 14 s |
| 2e | Stefan van Dijk  | Pays-Bas         | Lotto-Adecco            | + 1 min 06 s    |
| 3e | Steven de Jongh  | Pays-Bas         | Rabobank                | + 1 min 10 s    |
| 4e | Jaan Kirsipuu    | Estonie          | AG2R Prévoyance         | + 1 min 10 s    |
| 5e | Michel Vanhaecke | Belgique         | Landbouwkrediet-Colnago | + 1 min 12 s    |
| 6e | Danilo Hondo     | Allemagne        | Telekom                 | + 1 min 12 s    |
| 7e | Andrea Tafi      | Italie           | Mapei-Quick Step        | + 1 min 13 s    |
| 8e | Aliaksandr Usau  | Biélorussie      | Phonak Hearing Systems  | + 1 min 14 s    |
| 9e | Tristan Hoffman  | Pays-Bas         | CSC-Tiscali             | + 1 min 14 s    |
| 10e | Julian Dean      | Nouvelle-Zélande | CSC-Tiscali             | + 1 min 15 s    |

### 3eétape
La troisième étape s'est déroulée le 15 août 2022 de Aarhus à Vejle, sur une distance de 183 km.
| \| Classement de l'étape \| Classement de l'étape \| Classement de l'étape \| Classement de l'étape \| Classement de l'étape \| \| Coureur \| Coureur \| Pays \| Équipe \| Temps \| \| --------------------- \| --------------------- \| --------------------- \| ---------------------- \| --------------------- \| \| 1er \| Kurt Asle Arvesen \| Norvège \| EDS-Fakta \| 4 h 05 min 42 s \| \| 2e \| Jakob Piil \| Danemark \| CSC-Tiscali \| + 0 s \| \| 3e \| Emmanuel Magnien \| France \| Bonjour \| + 1 min 03 s \| \| 4e \| Danilo Hondo \| Allemagne \| Telekom \| + 1 min 03 s \| \| 5e \| Marcus Ljungqvist \| Suède \| EDS-Fakta \| + 1 min 03 s \| \| 6e \| Aliaksandr Usau \| Biélorussie \| Phonak Hearing Systems \| + 1 min 03 s \| \| 7e \| Michael Skelde \| Danemark \| EDS-Fakta \| + 1 min 03 s \| \| 8e \| Tyler Hamilton \| États-Unis \| CSC-Tiscali \| + 1 min 03 s \| \| 9e \| Stefan van Dijk \| Pays-Bas \| Lotto-Adecco \| + 1 min 03 s \| \| 10e \| Frank Høj \| Danemark \| Team Coast \| + 1 min 03 s \| |                   |             |                        |                 |
| |                   |             |                        |                 |
| |                   |             |                        |                 |
| Classement de l'étape |                   |             |                        |                 |
| Coureur | Coureur           | Pays        | Équipe                 | Temps           |
| 1er | Kurt Asle Arvesen | Norvège     | EDS-Fakta              | 4 h 05 min 42 s |
| 2e | Jakob Piil        | Danemark    | CSC-Tiscali            | + 0 s           |
| 3e | Emmanuel Magnien  | France      | Bonjour                | + 1 min 03 s    |
| 4e | Danilo Hondo      | Allemagne   | Telekom                | + 1 min 03 s    |
| 5e | Marcus Ljungqvist | Suède       | EDS-Fakta              | + 1 min 03 s    |
| 6e | Aliaksandr Usau   | Biélorussie | Phonak Hearing Systems | + 1 min 03 s    |
| 7e | Michael Skelde    | Danemark    | EDS-Fakta              | + 1 min 03 s    |
| 8e | Tyler Hamilton    | États-Unis  | CSC-Tiscali            | + 1 min 03 s    |
| 9e | Stefan van Dijk   | Pays-Bas    | Lotto-Adecco           | + 1 min 03 s    |
| 10e | Frank Høj         | Danemark    | Team Coast             | + 1 min 03 s    |

| \| Classement général \| Classement général \| Classement général \| Classement général \| Classement général \| \| Coureur \| Coureur \| Pays \| Équipe \| Temps \| \| ------------------ \| ------------------ \| ------------------ \| ---------------------- \| ------------------ \| \| 1er \| Jakob Piil \| Danemark \| CSC-Tiscali \| 13 h 25 min 47 s \| \| 2e \| Kurt Asle Arvesen \| Norvège \| EDS-Fakta \| + 1 min 15 s \| \| 3e \| Stefan van Dijk \| Pays-Bas \| Lotto-Adecco \| + 2 min 18 s \| \| 4e \| Jaan Kirsipuu \| Estonie \| AG2R Prévoyance \| + 2 min 22 s \| \| 5e \| Aliaksandr Usau \| Biélorussie \| Phonak Hearing Systems \| + 2 min 23 s \| \| 6e \| Danilo Hondo \| Allemagne \| Telekom \| + 2 min 24 s \| \| 7e \| Emmanuel Magnien \| France \| Bonjour \| + 2 min 24 s \| \| 8e \| Andrea Tafi \| Italie \| Mapei-Quick Step \| + 2 min 25 s \| \| 9e \| Olaf Pollack \| Allemagne \| Gerolsteiner \| + 2 min 26 s \| \| 10e \| Frank Høj \| Danemark \| Team Coast \| + 2 min 27 s \| |                   |             |                        |                  |
| |                   |             |                        |                  |
| |                   |             |                        |                  |
| Classement général |                   |             |                        |                  |
| Coureur | Coureur           | Pays        | Équipe                 | Temps            |
| 1er | Jakob Piil        | Danemark    | CSC-Tiscali            | 13 h 25 min 47 s |
| 2e | Kurt Asle Arvesen | Norvège     | EDS-Fakta              | + 1 min 15 s     |
| 3e | Stefan van Dijk   | Pays-Bas    | Lotto-Adecco           | + 2 min 18 s     |
| 4e | Jaan Kirsipuu     | Estonie     | AG2R Prévoyance        | + 2 min 22 s     |
| 5e | Aliaksandr Usau   | Biélorussie | Phonak Hearing Systems | + 2 min 23 s     |
| 6e | Danilo Hondo      | Allemagne   | Telekom                | + 2 min 24 s     |
| 7e | Emmanuel Magnien  | France      | Bonjour                | + 2 min 24 s     |
| 8e | Andrea Tafi       | Italie      | Mapei-Quick Step       | + 2 min 25 s     |
| 9e | Olaf Pollack      | Allemagne   | Gerolsteiner           | + 2 min 26 s     |
| 10e | Frank Høj         | Danemark    | Team Coast             | + 2 min 27 s     |

### 4eétapea
La quatrième étape s'est déroulée le 16 août 2022 de Fredericia à Odense, sur une distance de 98 km.
| \| Classement de l'étape \| Classement de l'étape \| Classement de l'étape \| Classement de l'étape \| Classement de l'étape \| \| Coureur \| Coureur \| Pays \| Équipe \| Temps \| \| --------------------- \| --------------------- \| --------------------- \| ------------------------------- \| --------------------- \| \| 1er \| Elio Aggiano \| Italie \| Mapei-Quick Step \| 2 h 06 min 54 s \| \| 2e \| Olaf Pollack \| Allemagne \| Gerolsteiner \| + 5 s \| \| 3e \| Danilo Hondo \| Allemagne \| Telekom \| + 5 s \| \| 4e \| Aliaksandr Usau \| Biélorussie \| Phonak Hearing Systems \| + 5 s \| \| 5e \| Lars Michaelsen \| Danemark \| Team Coast \| + 5 s \| \| 6e \| Stefan van Dijk \| Pays-Bas \| Lotto-Adecco \| + 5 s \| \| 7e \| Kurt Asle Arvesen \| Norvège \| EDS-Fakta \| + 5 s \| \| 8e \| Jaan Kirsipuu \| Estonie \| AG2R Prévoyance \| + 5 s \| \| 9e \| Janek Tombak \| Estonie \| Cofidis-Le Crédit par Téléphone \| + 5 s \| \| 10e \| Sven Teutenberg \| Allemagne \| Phonak Hearing Systems \| + 5 s \| |                   |             |                                 |                 |
| |                   |             |                                 |                 |
| |                   |             |                                 |                 |
| Classement de l'étape |                   |             |                                 |                 |
| Coureur | Coureur           | Pays        | Équipe                          | Temps           |
| 1er | Elio Aggiano      | Italie      | Mapei-Quick Step                | 2 h 06 min 54 s |
| 2e | Olaf Pollack      | Allemagne   | Gerolsteiner                    | + 5 s           |
| 3e | Danilo Hondo      | Allemagne   | Telekom                         | + 5 s           |
| 4e | Aliaksandr Usau   | Biélorussie | Phonak Hearing Systems          | + 5 s           |
| 5e | Lars Michaelsen   | Danemark    | Team Coast                      | + 5 s           |
| 6e | Stefan van Dijk   | Pays-Bas    | Lotto-Adecco                    | + 5 s           |
| 7e | Kurt Asle Arvesen | Norvège     | EDS-Fakta                       | + 5 s           |
| 8e | Jaan Kirsipuu     | Estonie     | AG2R Prévoyance                 | + 5 s           |
| 9e | Janek Tombak      | Estonie     | Cofidis-Le Crédit par Téléphone | + 5 s           |
| 10e | Sven Teutenberg   | Allemagne   | Phonak Hearing Systems          | + 5 s           |

| \| Classement général \| Classement général \| Classement général \| Classement général \| Classement général \| \| Coureur \| Coureur \| Pays \| Équipe \| Temps \| \| ------------------ \| ------------------ \| ------------------ \| ---------------------- \| ------------------ \| \| 1er \| Jakob Piil \| Danemark \| CSC-Tiscali \| 15 h 32 min 46 s \| \| 2e \| Kurt Asle Arvesen \| Norvège \| EDS-Fakta \| + 1 min 15 s \| \| 3e \| Stefan van Dijk \| Pays-Bas \| Lotto-Adecco \| + 2 min 18 s \| \| 4e \| Danilo Hondo \| Allemagne \| Telekom \| + 2 min 22 s \| \| 5e \| Jaan Kirsipuu \| Estonie \| AG2R Prévoyance \| + 2 min 22 s \| \| 6e \| Olaf Pollack \| Allemagne \| Gerolsteiner \| + 2 min 22 s \| \| 7e \| Aliaksandr Usau \| Biélorussie \| Phonak Hearing Systems \| + 2 min 23 s \| \| 8e \| Emmanuel Magnien \| France \| Bonjour \| + 2 min 24 s \| \| 9e \| Andrea Tafi \| Italie \| Mapei-Quick Step \| + 2 min 25 s \| \| 10e \| Frank Høj \| Danemark \| Team Coast \| + 2 min 27 s \| |                   |             |                        |                  |
| |                   |             |                        |                  |
| |                   |             |                        |                  |
| Classement général |                   |             |                        |                  |
| Coureur | Coureur           | Pays        | Équipe                 | Temps            |
| 1er | Jakob Piil        | Danemark    | CSC-Tiscali            | 15 h 32 min 46 s |
| 2e | Kurt Asle Arvesen | Norvège     | EDS-Fakta              | + 1 min 15 s     |
| 3e | Stefan van Dijk   | Pays-Bas    | Lotto-Adecco           | + 2 min 18 s     |
| 4e | Danilo Hondo      | Allemagne   | Telekom                | + 2 min 22 s     |
| 5e | Jaan Kirsipuu     | Estonie     | AG2R Prévoyance        | + 2 min 22 s     |
| 6e | Olaf Pollack      | Allemagne   | Gerolsteiner           | + 2 min 22 s     |
| 7e | Aliaksandr Usau   | Biélorussie | Phonak Hearing Systems | + 2 min 23 s     |
| 8e | Emmanuel Magnien  | France      | Bonjour                | + 2 min 24 s     |
| 9e | Andrea Tafi       | Italie      | Mapei-Quick Step       | + 2 min 25 s     |
| 10e | Frank Høj         | Danemark    | Team Coast             | + 2 min 27 s     |

### 4eétapeb
La cinquième étape s'est déroulée le 16 août 2022 autour de la ville de Kerteminde, sur une distance de 16 km.
| \| Classement de l'étape \| Classement de l'étape \| Classement de l'étape \| Classement de l'étape \| Classement de l'étape \| \| Coureur \| Coureur \| Pays \| Équipe \| Temps \| \| --------------------- \| --------------------- \| --------------------- \| --------------------- \| --------------------- \| \| 1er \| László Bodrogi \| Hongrie \| Mapei-Quick Step \| 19 min 13 s \| \| 2e \| Tyler Hamilton \| États-Unis \| CSC-Tiscali \| + 1 s \| \| 3e \| Jaan Kirsipuu \| Estonie \| AG2R Prévoyance \| + 14 s \| \| 4e \| Robert Bartko \| Allemagne \| Telekom \| + 15 s \| \| 5e \| Fabian Cancellara \| Suisse \| Mapei-Quick Step \| + 18 s \| \| 6e \| Olaf Pollack \| Allemagne \| Gerolsteiner \| + 20 s \| \| 7e \| René Haselbacher \| Autriche \| Gerolsteiner \| + 22 s \| \| 8e \| Rolf Aldag \| Allemagne \| Telekom \| + 32 s \| \| 9e \| Lennie Kristensen \| Danemark \| EDS-Fakta \| + 37 s \| \| 10e \| Kurt Asle Arvesen \| Norvège \| EDS-Fakta \| + 40 s \| |                   |            |                  |             |
| |                   |            |                  |             |
| |                   |            |                  |             |
| Classement de l'étape |                   |            |                  |             |
| Coureur | Coureur           | Pays       | Équipe           | Temps       |
| 1er | László Bodrogi    | Hongrie    | Mapei-Quick Step | 19 min 13 s |
| 2e | Tyler Hamilton    | États-Unis | CSC-Tiscali      | + 1 s       |
| 3e | Jaan Kirsipuu     | Estonie    | AG2R Prévoyance  | + 14 s      |
| 4e | Robert Bartko     | Allemagne  | Telekom          | + 15 s      |
| 5e | Fabian Cancellara | Suisse     | Mapei-Quick Step | + 18 s      |
| 6e | Olaf Pollack      | Allemagne  | Gerolsteiner     | + 20 s      |
| 7e | René Haselbacher  | Autriche   | Gerolsteiner     | + 22 s      |
| 8e | Rolf Aldag        | Allemagne  | Telekom          | + 32 s      |
| 9e | Lennie Kristensen | Danemark   | EDS-Fakta        | + 37 s      |
| 10e | Kurt Asle Arvesen | Norvège    | EDS-Fakta        | + 40 s      |

| \| Classement général \| Classement général \| Classement général \| Classement général \| Classement général \| \| Coureur \| Coureur \| Pays \| Équipe \| Temps \| \| ------------------ \| ------------------ \| ------------------ \| ------------------ \| ------------------ \| \| 1er \| Jakob Piil \| Danemark \| CSC-Tiscali \| 15 h 52 min 42 s \| \| 2e \| Kurt Asle Arvesen \| Norvège \| EDS-Fakta \| + 1 min 12 s \| \| 3e \| László Bodrogi \| Hongrie \| Mapei-Quick Step \| + 1 min 45 s \| \| 4e \| Tyler Hamilton \| États-Unis \| CSC-Tiscali \| + 1 min 46 s \| \| 5e \| Jaan Kirsipuu \| Estonie \| AG2R Prévoyance \| + 1 min 53 s \| \| 6e \| Olaf Pollack \| Allemagne \| Gerolsteiner \| + 1 min 59 s \| \| 7e \| Robert Bartko \| Allemagne \| Telekom \| + 2 min 00 s \| \| 8e \| René Haselbacher \| Autriche \| Gerolsteiner \| + 2 min 07 s \| \| 9e \| Sylvain Chavanel \| France \| Bonjour \| + 2 min 28 s \| \| 10e \| Frank Høj \| Danemark \| Team Coast \| + 2 min 37 s \| |                   |            |                  |                  |
| |                   |            |                  |                  |
| |                   |            |                  |                  |
| Classement général |                   |            |                  |                  |
| Coureur | Coureur           | Pays       | Équipe           | Temps            |
| 1er | Jakob Piil        | Danemark   | CSC-Tiscali      | 15 h 52 min 42 s |
| 2e | Kurt Asle Arvesen | Norvège    | EDS-Fakta        | + 1 min 12 s     |
| 3e | László Bodrogi    | Hongrie    | Mapei-Quick Step | + 1 min 45 s     |
| 4e | Tyler Hamilton    | États-Unis | CSC-Tiscali      | + 1 min 46 s     |
| 5e | Jaan Kirsipuu     | Estonie    | AG2R Prévoyance  | + 1 min 53 s     |
| 6e | Olaf Pollack      | Allemagne  | Gerolsteiner     | + 1 min 59 s     |
| 7e | Robert Bartko     | Allemagne  | Telekom          | + 2 min 00 s     |
| 8e | René Haselbacher  | Autriche   | Gerolsteiner     | + 2 min 07 s     |
| 9e | Sylvain Chavanel  | France     | Bonjour          | + 2 min 28 s     |
| 10e | Frank Høj         | Danemark   | Team Coast       | + 2 min 37 s     |

### 5eétape
La sixième étape s'est déroulée le 17 août 2022 de Slagelse à Frederiksberg, sur une distance de 150 km.
| \| Classement de l'étape \| Classement de l'étape \| Classement de l'étape \| Classement de l'étape \| Classement de l'étape \| \| Coureur \| Coureur \| Pays \| Équipe \| Temps \| \| --------------------- \| --------------------- \| --------------------- \| ---------------------- \| --------------------- \| \| 1er \| Olaf Pollack \| Allemagne \| Gerolsteiner \| 3 h 43 min 36 s \| \| 2e \| Sven Teutenberg \| Allemagne \| Phonak Hearing Systems \| + 0 s \| \| 3e \| Stefan van Dijk \| Pays-Bas \| Lotto-Adecco \| + 0 s \| \| 4e \| Kurt Asle Arvesen \| Norvège \| EDS-Fakta \| + 0 s \| \| 5e \| Stefan Adamsson \| Suède \| Team Coast \| + 0 s \| \| 6e \| Olivier Perraudeau \| France \| Bonjour \| + 0 s \| \| 7e \| Julian Dean \| Nouvelle-Zélande \| CSC-Tiscali \| + 0 s \| \| 8e \| Aliaksandr Usau \| Biélorussie \| Phonak Hearing Systems \| + 0 s \| \| 9e \| Emmanuel Magnien \| France \| Bonjour \| + 0 s \| \| 10e \| Sven Nys \| Belgique \| Rabobank \| + 0 s \| |                    |                  |                        |                 |
| |                    |                  |                        |                 |
| |                    |                  |                        |                 |
| Classement de l'étape |                    |                  |                        |                 |
| Coureur | Coureur            | Pays             | Équipe                 | Temps           |
| 1er | Olaf Pollack       | Allemagne        | Gerolsteiner           | 3 h 43 min 36 s |
| 2e | Sven Teutenberg    | Allemagne        | Phonak Hearing Systems | + 0 s           |
| 3e | Stefan van Dijk    | Pays-Bas         | Lotto-Adecco           | + 0 s           |
| 4e | Kurt Asle Arvesen  | Norvège          | EDS-Fakta              | + 0 s           |
| 5e | Stefan Adamsson    | Suède            | Team Coast             | + 0 s           |
| 6e | Olivier Perraudeau | France           | Bonjour                | + 0 s           |
| 7e | Julian Dean        | Nouvelle-Zélande | CSC-Tiscali            | + 0 s           |
| 8e | Aliaksandr Usau    | Biélorussie      | Phonak Hearing Systems | + 0 s           |
| 9e | Emmanuel Magnien   | France           | Bonjour                | + 0 s           |
| 10e | Sven Nys           | Belgique         | Rabobank               | + 0 s           |

## Classements finals

### Classement général[1]
| \| Classement général \| Classement général \| Classement général \| Classement général \| Classement général \| \| Coureur \| Coureur \| Pays \| Équipe \| Temps \| \| ------------------ \| ------------------ \| ------------------ \| ------------------ \| ------------------ \| \| 1er \| Jakob Piil \| Danemark \| CSC-Tiscali \| 19 h 40 min 18 s \| \| 2e \| Kurt Asle Arvesen \| Norvège \| EDS-Fakta \| + 1 min 12 s \| \| 3e \| László Bodrogi \| Hongrie \| Mapei-Quick Step \| + 1 min 45 s \| \| 4e \| Tyler Hamilton \| États-Unis \| CSC-Tiscali \| + 1 min 45 s \| \| 5e \| Olaf Pollack \| Allemagne \| Gerolsteiner \| + 1 min 49 s \| \| 6e \| Jaan Kirsipuu \| Estonie \| AG2R Prévoyance \| + 1 min 53 s \| \| 7e \| Robert Bartko \| Allemagne \| Telekom \| + 2 min 00 s \| \| 8e \| René Haselbacher \| Autriche \| Gerolsteiner \| + 2 min 07 s \| \| 9e \| Sylvain Chavanel \| France \| Bonjour \| + 2 min 28 s \| \| 10e \| Frank Høj \| Danemark \| Team Coast \| + 2 min 37 s \| |                   |            |                  |                  |
| |                   |            |                  |                  |
| |                   |            |                  |                  |
| Classement général |                   |            |                  |                  |
| Coureur | Coureur           | Pays       | Équipe           | Temps            |
| 1er | Jakob Piil        | Danemark   | CSC-Tiscali      | 19 h 40 min 18 s |
| 2e | Kurt Asle Arvesen | Norvège    | EDS-Fakta        | + 1 min 12 s     |
| 3e | László Bodrogi    | Hongrie    | Mapei-Quick Step | + 1 min 45 s     |
| 4e | Tyler Hamilton    | États-Unis | CSC-Tiscali      | + 1 min 45 s     |
| 5e | Olaf Pollack      | Allemagne  | Gerolsteiner     | + 1 min 49 s     |
| 6e | Jaan Kirsipuu     | Estonie    | AG2R Prévoyance  | + 1 min 53 s     |
| 7e | Robert Bartko     | Allemagne  | Telekom          | + 2 min 00 s     |
| 8e | René Haselbacher  | Autriche   | Gerolsteiner     | + 2 min 07 s     |
| 9e | Sylvain Chavanel  | France     | Bonjour          | + 2 min 28 s     |
| 10e | Frank Høj         | Danemark   | Team Coast       | + 2 min 37 s     |

| Classement par points | Classement par points | Classement par points | Classement par points  | Classement par points |
| Coureur               | Coureur               | Pays                  | Équipe                 | Points                |
| --------------------- | --------------------- | --------------------- | ---------------------- | --------------------- |
| 1er                   | Kurt Asle Arvesen     | Norvège               | EDS-Fakta              | 47 pts                |
| 2e                    | Olaf Pollack          | Allemagne             | Gerolsteiner           | 46 pts                |
| 3e                    | Stefan van Dijk       | Pays-Bas              | Lotto-Adecco           | 36 pts                |
| 4e                    | Jakob Piil            | Danemark              | CSC-Tiscali            | 35 pts                |
| 5e                    | Danilo Hondo          | Allemagne             | Telekom                | 31 pts                |
| 6e                    | Aliaksandr Usau       | Biélorussie           | Phonak Hearing Systems | 29 pts                |
| 7e                    | Jaan Kirsipuu         | Estonie               | AG2R Prévoyance        | 27 pts                |
| 8e                    | László Bodrogi        | Hongrie               | Mapei-Quick Step       | 19 pts                |
| 9e                    | Sven Teutenberg       | Allemagne             | Phonak Hearing Systems | 19 pts                |
| 10e                   | Tyler Hamilton        | États-Unis            | CSC-Tiscali            | 18 pts                |

| Classement par points | Classement par points | Classement par points | Classement par points  | Classement par points |
| Coureur               | Coureur               | Pays                  | Équipe                 | Points                |
| --------------------- | --------------------- | --------------------- | ---------------------- | --------------------- |
| 1er                   | Kurt Asle Arvesen     | Norvège               | EDS-Fakta              | 47 pts                |
| 2e                    | Olaf Pollack          | Allemagne             | Gerolsteiner           | 46 pts                |
| 3e                    | Stefan van Dijk       | Pays-Bas              | Lotto-Adecco           | 36 pts                |
| 4e                    | Jakob Piil            | Danemark              | CSC-Tiscali            | 35 pts                |
| 5e                    | Danilo Hondo          | Allemagne             | Telekom                | 31 pts                |
| 6e                    | Aliaksandr Usau       | Biélorussie           | Phonak Hearing Systems | 29 pts                |
| 7e                    | Jaan Kirsipuu         | Estonie               | AG2R Prévoyance        | 27 pts                |
| 8e                    | László Bodrogi        | Hongrie               | Mapei-Quick Step       | 19 pts                |
| 9e                    | Sven Teutenberg       | Allemagne             | Phonak Hearing Systems | 19 pts                |
| 10e                   | Tyler Hamilton        | États-Unis            | CSC-Tiscali            | 18 pts                |

| Classement de la montagne | Classement de la montagne | Classement de la montagne | Classement de la montagne | Classement de la montagne |
| Coureur                   | Coureur                   | Pays                      | Équipe                    | Points                    |
| ------------------------- | ------------------------- | ------------------------- | ------------------------- | ------------------------- |
| 1er                       | Innar Mändoja             | Estonie                   | AG2R Prévoyance           | 50 pts                    |
| 2e                        | Glenn Bak                 | Royaume du Danemark       | Danemark                  | 30 pts                    |
| 3e                        | Jimmy Engoulvent          | France                    | Bonjour                   | 24 pts                    |
| 4e                        | Lennie Kristensen         | Danemark                  | EDS-Fakta                 | 24 pts                    |
| 5e                        | Jacob Nielsen             | Danemark                  | Glud & Marstrand Horsens  | 12 pts                    |
| 6e                        | Davide Bramati            | Italie                    | Mapei-Quick Step          | 12 pts                    |
| 7e                        | René Haselbacher          | Autriche                  | Gerolsteiner              | 12 pts                    |
| 8e                        | Jaan Kirsipuu             | Estonie                   | AG2R Prévoyance           | 10 pts                    |
| 9e                        | László Bodrogi            | Hongrie                   | Mapei-Quick Step          | 10 pts                    |
| 10e                       | Kurt Asle Arvesen         | Norvège                   | EDS-Fakta                 | 10 pts                    |

| Classement de la montagne | Classement de la montagne | Classement de la montagne | Classement de la montagne | Classement de la montagne |
| Coureur                   | Coureur                   | Pays                      | Équipe                    | Points                    |
| ------------------------- | ------------------------- | ------------------------- | ------------------------- | ------------------------- |
| 1er                       | Innar Mändoja             | Estonie                   | AG2R Prévoyance           | 50 pts                    |
| 2e                        | Glenn Bak                 | Royaume du Danemark       | Danemark                  | 30 pts                    |
| 3e                        | Jimmy Engoulvent          | France                    | Bonjour                   | 24 pts                    |
| 4e                        | Lennie Kristensen         | Danemark                  | EDS-Fakta                 | 24 pts                    |
| 5e                        | Jacob Nielsen             | Danemark                  | Glud & Marstrand Horsens  | 12 pts                    |
| 6e                        | Davide Bramati            | Italie                    | Mapei-Quick Step          | 12 pts                    |
| 7e                        | René Haselbacher          | Autriche                  | Gerolsteiner              | 12 pts                    |
| 8e                        | Jaan Kirsipuu             | Estonie                   | AG2R Prévoyance           | 10 pts                    |
| 9e                        | László Bodrogi            | Hongrie                   | Mapei-Quick Step          | 10 pts                    |
| 10e                       | Kurt Asle Arvesen         | Norvège                   | EDS-Fakta                 | 10 pts                    |

| Classement du meilleur jeune | Classement du meilleur jeune | Classement du meilleur jeune | Classement du meilleur jeune | Classement du meilleur jeune |
| Coureur                      | Coureur                      | Pays                         | Équipe                       | Temps                        |
| ---------------------------- | ---------------------------- | ---------------------------- | ---------------------------- | ---------------------------- |
| 1er                          | René Haselbacher             | Autriche                     | Gerolsteiner                 | 19 h 38 min 25 s             |
| 2e                           | Sylvain Chavanel             | France                       | Bonjour                      | + 21 s                       |
| 3e                           | Iker Camaño                  | Espagne                      | Phonak Hearing Systems       | + 57 s                       |
| 4e                           | Aliaksandr Usau              | Biélorussie                  | Phonak Hearing Systems       | + 59 s                       |
| 5e                           | Mathew Hayman                | Australie                    | Rabobank                     | + 1 min 09 s                 |
| 6e                           | Gorik Gardeyn                | Belgique                     | Lotto-Adecco                 | + 1 min 56 s                 |
| 7e                           | Fabian Cancellara            | Suisse                       | Mapei-Quick Step             | + 2 min 00 s                 |
| 8e                           | Linas Balčiūnas              | Lituanie                     | AG2R Prévoyance              | + 2 min 32 s                 |
| 9e                           | Stefan Adamsson              | Suède                        | Team Coast                   | + 5 min 17 s                 |
| 10e                          | Michael Demin                | Danemark                     | Danemark                     | + 5 min 33 s                 |

| Classement du meilleur jeune | Classement du meilleur jeune | Classement du meilleur jeune | Classement du meilleur jeune | Classement du meilleur jeune |
| Coureur                      | Coureur                      | Pays                         | Équipe                       | Temps                        |
| ---------------------------- | ---------------------------- | ---------------------------- | ---------------------------- | ---------------------------- |
| 1er                          | René Haselbacher             | Autriche                     | Gerolsteiner                 | 19 h 38 min 25 s             |
| 2e                           | Sylvain Chavanel             | France                       | Bonjour                      | + 21 s                       |
| 3e                           | Iker Camaño                  | Espagne                      | Phonak Hearing Systems       | + 57 s                       |
| 4e                           | Aliaksandr Usau              | Biélorussie                  | Phonak Hearing Systems       | + 59 s                       |
| 5e                           | Mathew Hayman                | Australie                    | Rabobank                     | + 1 min 09 s                 |
| 6e                           | Gorik Gardeyn                | Belgique                     | Lotto-Adecco                 | + 1 min 56 s                 |
| 7e                           | Fabian Cancellara            | Suisse                       | Mapei-Quick Step             | + 2 min 00 s                 |
| 8e                           | Linas Balčiūnas              | Lituanie                     | AG2R Prévoyance              | + 2 min 32 s                 |
| 9e                           | Stefan Adamsson              | Suède                        | Team Coast                   | + 5 min 17 s                 |
| 10e                          | Michael Demin                | Danemark                     | Danemark                     | + 5 min 33 s                 |

| Classement par équipes | Classement par équipes | Classement par équipes | Classement par équipes |
| Équipe                 | Équipe                 | Pays                   | Temps                  |
| ---------------------- | ---------------------- | ---------------------- | ---------------------- |
| 1re                    | CSC-Tiscali            | Danemark               | 58 h 53 min 34 s       |
| 2e                     | EDS-Fakta              | Danemark               | + 1 min 35 s           |
| 3e                     | Gerolsteiner           | Allemagne              | + 2 min 14 s           |
| 4e                     | Telekom                | Allemagne              | + 2 min 14 s           |
| 5e                     | Mapei-Quick Step       | Italie                 | + 4 min 31 s           |
| 6e                     | Phonak Hearing Systems | Suisse                 | + 4 min 51 s           |
| 7e                     | Bonjour                | France                 | + 5 min 08 s           |
| 8e                     | Rabobank               | Pays-Bas               | + 5 min 30 s           |
| 9e                     | Team Coast             | Allemagne              | + 7 min 43 s           |
| 10e                    | Lotto-Adecco           | Belgique               | + 11 min 54 s          |

| Classement par équipes | Classement par équipes | Classement par équipes | Classement par équipes |
| Équipe                 | Équipe                 | Pays                   | Temps                  |
| ---------------------- | ---------------------- | ---------------------- | ---------------------- |
| 1re                    | CSC-Tiscali            | Danemark               | 58 h 53 min 34 s       |
| 2e                     | EDS-Fakta              | Danemark               | + 1 min 35 s           |
| 3e                     | Gerolsteiner           | Allemagne              | + 2 min 14 s           |
| 4e                     | Telekom                | Allemagne              | + 2 min 14 s           |
| 5e                     | Mapei-Quick Step       | Italie                 | + 4 min 31 s           |
| 6e                     | Phonak Hearing Systems | Suisse                 | + 4 min 51 s           |
| 7e                     | Bonjour                | France                 | + 5 min 08 s           |
| 8e                     | Rabobank               | Pays-Bas               | + 5 min 30 s           |
| 9e                     | Team Coast             | Allemagne              | + 7 min 43 s           |
| 10e                    | Lotto-Adecco           | Belgique               | + 11 min 54 s          |

## Évolution des classements
| Étape              |                             | Vainqueur _       | Classement général | Classement par points | Meilleur grimpeur | Meilleur jeune   | Super-combatif _ | Meilleure équipe _ |
| ------------------ | --------------------------- | ----------------- | ------------------ | --------------------- | ----------------- | ---------------- | ---------------- | ------------------ |
| 1re étape          | étape de plaine             | Jakob Piil        | Jakob Piil         | Jakob Piil            | René Haselbacher  | Aliaksandr Usau  | Jakob Piil       | CSC-Tiscali        |
| 2e étape           | étape de plaine             | Stefan van Dijk   | Jakob Piil         | Stefan van Dijk       | Innar Mändoja     | Aliaksandr Usau  | Innar Mändoja    | CSC-Tiscali        |
| 3e étape           | étape vallonnée             | Kurt Asle Arvesen | Jakob Piil         | Jakob Piil            | Innar Mändoja     | Aliaksandr Usau  | Innar Mändoja    | CSC-Tiscali        |
| 4e a étape         | étape de plaine             | Elio Aggiano      | Jakob Piil         | Kurt Asle Arvesen     | Innar Mändoja     | Aliaksandr Usau  | Innar Mändoja    | CSC-Tiscali        |
| 4e b étape         | contre-la-montre individuel | László Bodrogi    | Jakob Piil         | Kurt Asle Arvesen     | Innar Mändoja     | René Haselbacher | Glenn Bak        | CSC-Tiscali        |
| 5e étape           | étape de plaine             | Olaf Pollack      | Jakob Piil         | Kurt Asle Arvesen     | Innar Mändoja     | René Haselbacher | non attribué     | CSC-Tiscali        |
| Classements finals | Classements finals          |                   | Jakob Piil         | Kurt Asle Arvesen     | Innar Mändoja     | René Haselbacher | non attribué     | CSC-Tiscali        |